# Ziua-Z

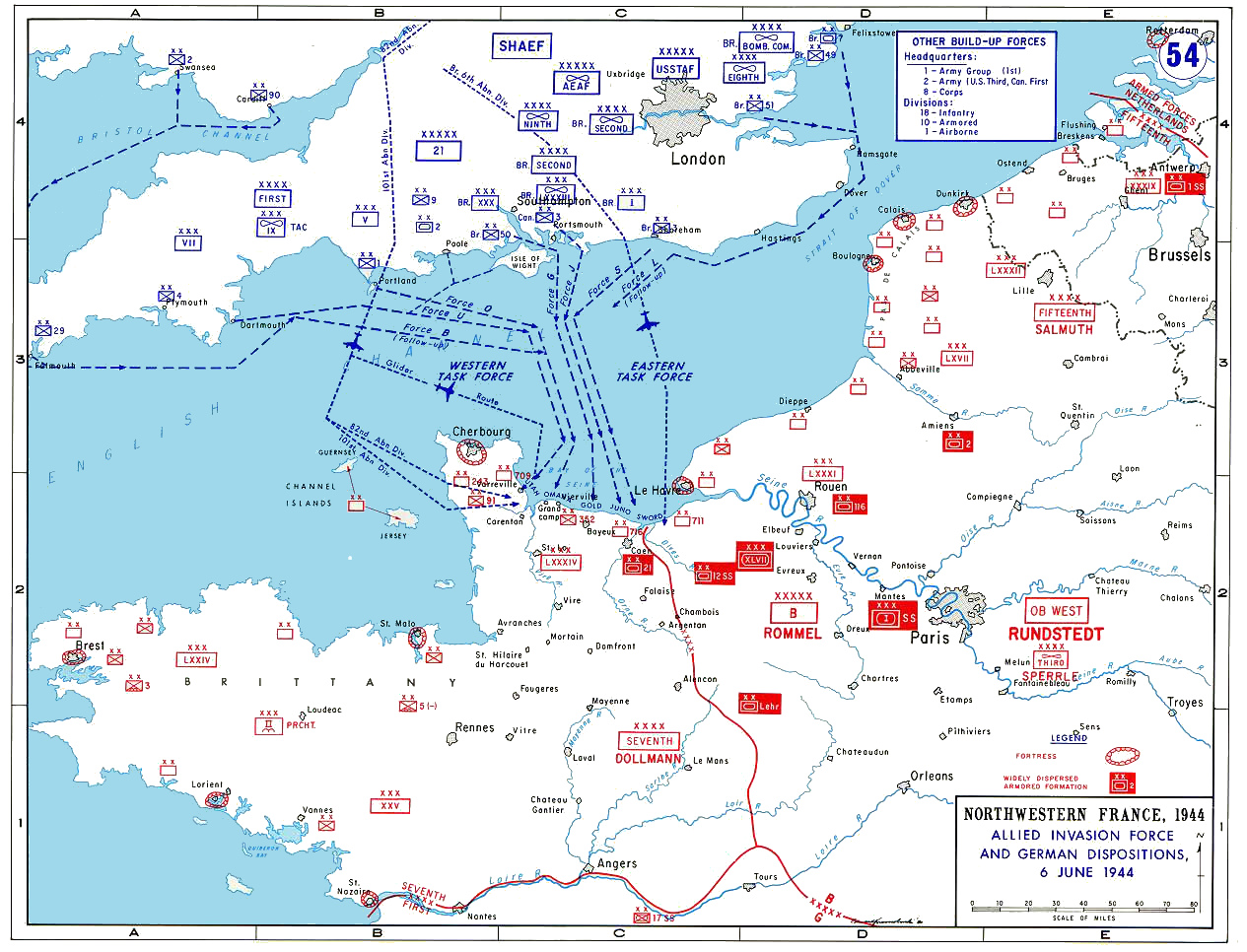
Planurile de luptă pentru debarcarea din Normandia, ziua de declanșare a evenimentului este de multe ori numită și Ziua Z.

Ziua-Z  sau D-Day este un termen folosit în limbajul militar pentru a desemna ziua de declanșare a unei operațiuni ofensive. Ziua-Z este de multe ori privită ca un punct de origine față de care se măsoară momentele de apariție a diferitelor evenimente legate de o operațiune militară, atât în cazul planificării cât și al urmăririi progreselor ofensivei. Deși inițial litera „Z” a avut mai multe semnificații, în ultima vreme se acceptă înțelesul de „zi”, ceea ce a dus la apariția unei sintagme pleonastice „ziua-zi”. 
Cea mai cunoscută „Zi-Z” este fără nicio îndoială cea de 6 iunie 1944, în timpul căreia s-a declanșat debarcarea din Normandia, invazia Aliaților destinată eliberării continentului european de sub dominația nazistă în timpul celui de-al doilea război mondial. 
Numeroase alte operațiuni ofensive au avut desemnată o zi de început considerată Ziua-Z, mai înainte sau după Operațiunea Overlord. 
Atunci când este folosită în combinații cu cifre (cu semnele plus și minus) aceste termene semnifică distanța în zile față de ziua de declanșare a operațiunii. Astfel, D+3 reprezintă a treia zi după Ziua Z. Planificarea unor operațiuni de amploare se face cu mult mai înainte de declanșarea ofensivei respective. De aceea, ordinele de luptă sunt gândite în detaliu cu mult timp înainte de hotărârea datei exacte a atacului. Ordinele de luptă sunt gândite pentru etape bine specificate. În momentul potrivit, Ziua Z este înlocuită de data atacului, secvența acțiunilor militare desfășurându-se funcție de planificarea gândită cu mult timp în urmă: în prima zi (z+1), a doua zi (z+2), etc. 
Prima folosire a termenului de către Armata Statelor Unite, pentru care Centrul de  Istorie Miliră a găsit dovezi scrise, a fost pentru data de 7 septembrie 1918. În timpul primului război mondial, în ordinul de luptă nr. 9 al Forțelor expediționare americane era prevăzut: „Armata I va ataca la Ora-H pe Ziua-Z cu obiectivul evacuării pungii de la St. Mihiel.”
Debarcarea din Franța a avut ca Ziua Z inițială data de 5 iunie 1944, amânata de generalul Dwight D. Eisenhower cu 24 de ore datorită condițiilor meteo nefavorabile. În acest fel, ziua de 6 iunie a fost denumită de atunci „Ziua-Z”. În engleză se folosește termenul „D-Day”, iar în franceză aceeași zi este numită Le Jour J, sau, uneori, Le Choc.
Din dorința de a nu se confunda în niciun caz ziua debarcării din Normandia cu orice altă zi de început al ofensivelor ulterioare, planificatorii militari au evitat de multe ori inițiala D. Astfel, Bătălia din Golful Leyte a fost declanșată în „Ziua-A”, iar invazia din Okinawa a început în „Ziua-L”. Invazia din Japonia (Operațiunea Downfall) fusese gândită de Aliați în etape care începeau cu „Ziua-X” (Kyūshū, în luna noiembrie 1945) și continua cu „Ziua-Y” (Honshū, în luna martie 1946).